# Javier García Gibert
Javier García Gibert (Valencia, 1956) es un filólogo y ensayista español. 
Doctor en Filología con una tesis sobre Baltasar Gracián y estudioso de la tradición humanística, es autor de investigaciones sobre la literatura española de los Siglos de Oro y la tradición literaria occidental, tanto desde su fuente clásica greco-latina como desde su fuente bíblica judeocristiana. Ha sido profesor de la Universidad de Valencia.
Ha publicado dos novelas: El sacrificio (2021) y La tristeza del sabio (2024)

## Obras principales
- Baltasar Gracián y el ficcionalismo barroco (Tesis doctoral, 1990), Liber Factory (ed. digital), 2013.
- Cervantes y la melancolía (Ensayos sobre el tono y la actitud cervantinos), Valencia, Alfons el Magnànim, 1997.
- La imaginación amorosa en la poesía del Siglo de Oro, Universidad de Valencia, 1997.
- Shakespeare o el espíritu de la disolución, Valencia, Episteme, 1998.
- Baltasar Gracián, Madrid, Síntesis, 2002.
- Con sagradas escrituras. Diez ensayos sobre literatura bíblica, Madrid, Antonio Machado Libros, 2002.
- Sobre el viejo humanismo. Exposición y defensa de una tradición, Madrid, Marcial Pons, 2010. Nueva edición corregida, Sevilla, Cypress Cultura, 2024.
- La humanitas hispana. Sobre el humanismo literario de los Siglos de Oro, Universidad de Salamanca, 2010.
- De la Soltería. Reflexiones libres sobre la vida célibe, Madrid, Biblioteca Nueva, 2014.
- A la luz del toreo. Tradición hispánica y humanística en la tauromaquia, Madrid, Biblioteca Nueva, 2018.